# Giorgio de Chirico
Giorgio de Chirico (IPA: ˈdʒɔrdʒo deˈkiriko; 10. července 1888 Volos – 20. listopadu 1978 Řím), řecko-italský malíř a grafik. Byl hlavním představitelem tzv. metafyzické malby (pittura metafisica). Jeho raná tvorba významně ovlivnila surrealisty, ačkoliv on sám se od nich později distancoval. Časem se orientoval na klasickou figurální malbu. Vystupoval proti abstraktnímu malířství. Jeho dílo je založené na studiu antické kultury jakož i německých filosofů Friedricha Nietzsche a Arthura Schopenhauera. Někdy bývá považován za představitele magického realismu.

## Život
De Chirico se narodil v přístavním městě Volos v Thesálii. Jeho otec Evaristo pracoval jako inženýr pro firmu, která v Řecku stavěla železniční tratě. Matka Gemma Cervetto byla operní zpěvačka. V roce 1891 se narodil jeho bratr Andrea († 1952), který roku 1914 přijal umělecký pseudonym Alberto Savinio. Ten se prosadil rovněž jako malíř, ale také jako spisovatel a hudební skladatel. Chlapci byli vychováváni v aristokratickém duchu, odděleni od svých vrstevníků.
V roce 1900 začal Giorgio de Chirico studovat malířství na polytechnice v Athénách. V květnu 1905 mu neočekávaně zemřel otec. Oba bratři odjeli spolu s matkou do Mnichova, místa tradičně navštěvovaného mladými řeckými umělci. Giorgio zde až do roku 1909 studoval na Královské akademii výtvarných umění. V té době na něj měla největší vliv díla Arnolda Böcklina a Maxe Klingera, které měl v Mnichově možnost spatřit. Také jeho obrazy z prvního tvůrčího období do roku 1910 se nesou v duchu romantismu a symbolismu. V létě 1909 de Chirico Mnichov opustil a odešel do Milána, kam se mezitím odstěhovali bratr s matkou. V roce 1910 celá rodina přesídlila do Florencie. V té době de Chirico intenzivně studoval filosofická díla Arthura Schopenhauera, Otto Weiningera a zejména Friedricha Nietzsche. Zejména kniha Tak pravil Zarathustra se stala jedním z jeho hlavních inspiračních zdrojů. V Itálii prodělal těžké střevní onemocnění, s jehož následky se potýkal po zbytek života. Intenzivní emoční zážitek, který zakusil jednoho večera na náměstí Santa Croce ve Florencii, ho – spolu s filosofickými zdroji – přivedl k metafyzické malbě.
Léta 1911–1915 prožil malíř v Paříži. Jen v březnu 1912 byl povolán do Itálie, aby zde vykonal vojenskou službu. Byl umístěn do Turína, spjatého s jeho vzorem Nietzschem. Po deseti dnech sice dezertoval, ale prostředí města, zejména věž Mole Antonelliana, na něj mělo hluboký vliv. V roce 1912 vystavil tři obrazy na Podzimním salónu, o rok později dalších třicet ve svém ateliéru a roku 1914 se zúčastnil pařížského Salónu nezávislých. Jeho práce si tak všimli Pablo Picasso a Guillaume Apollinaire, stýkal se i s vlivným uměleckým kritikem Maurice Raynalem. Pařížská moderna byla tehdy zaujatá kubismem, de Chirico ho však neakceptoval. Malíř patřil do kroužku umělců sdružených kolem časopisu Les Soirées de Paris; v něm poznal svého prvního galeristu Paula Guillauma.
Krátce po vypuknutí první světové války byl spolu s bratrem odveden do italské armády. Byli přiděleni do služby v týlu ve Ferraře. Zde se seznámili s malířem Filippem De Pisis. Po čase byl Giorgio převelen do tamní vojenské nemocnice, kde pracoval v oddělení pro vojáky s psychickými poruchami. Zde se spřátelil s malířem Carlo Carrà. Spolu s ním a svým bratrem malovali v duchu metafyzické malby. Později se s Carlem Carrà rozešel, protože ten označoval za objevitele metafyzické malby sebe.
Bezprostředně po válce se de Chirico do Paříže nevrátil. Postupně žil v Římě, Miláně a Florencii. V roce 1918 bylo v Římě založeno hnutí Valori plastici, sdružující nejvýznamnější italské malíře. Jeho zakládajícími členy byli kromě bratří de Chiriků také Carlo Carrà a Giorgio Morandi. Vydávalo stejnojmenný časopis, který publikoval články, jejichž společným jmenovatelem byla snaha o návrat ke klasickým hodnotám, odmítání futurismu a respekt k figurativnímu malířství. Na podzim 1919 v něm de Chirico publikoval článek nazvaný Návrat uměleckých řemesel, ve kterém obhajoval návrat tradičních metod a ikonografie. Tento článek vyjadřoval neočekávanou změnu v jeho umělecké orientaci: De Chirico přijal klasický styl inspirovaný starými mistry, jako byli Rafael a Signorelli, a stal se přímým oponentem moderního umění. Bezprostředním impulzem pro změnu uměleckého názoru byl pro de Chirika Tizianův obraz Láska nebeská a láska pozemská, který viděl v Galerii Borghese.
V Itálii měl de Chirico první samostatné výstavy. První z nich proběhla roku 1919 v římské galerii Casa d'Arte Bragaglia, ta mu však úspěch nepřinesla. Negativní kritiky měla i výstava v Miláně o dva roky později. Roku 1924 navštívil malíř opět Paříž. Byl zde přijat do kroužku surrealistů vedeného André Bretonem. Je také vyobrazen – v podobě antické busty – na slavném Ernstově obraze Setkání přátel, na němž jsou všichni významní surrealisté. De Chirico se účastnil i prvních dvou společných výstav surrealistů. První proběhla v listopadu 1925 v pařížské galerii Pierre, druhá o rok později v nově založené Surrealistické galerii v Callotově ulici rovněž v Paříži. To již ale bylo v době hlubokých rozporů mezi de Chirikem a Bretonem. De Chirikovy obrazy z metafyzického období zde byly vystaveny bez jeho souhlasu. V Paříži také v roce 1924 de Chirico poznal svou první manželku, ruskou baletku Raissu Gurjevič Krohlovou, s níž se oženil o rok později.
Od roku 1927 se jeho vztahy se surrealisty stávaly stále problematičtější. Když Breton ve své knize Surrealismus a malířství nejnovější de Chirikovy práce odsoudil, rozešel se malíř se surrealisty definitivně. V roce 1929 vyzdobil vilu galeristy Léonce Rosenberga sérií nástěnných maleb s výjevy Gladiátorů a vydal experimentální prózu Hebdomeros. O rok později vyšly Apollinairovy Kaligramy s více než 60 de Chirikovými litografiemi.
Ve 30. letech hledal de Chirico trvalý domov. Roku 1931 se z Paříže odstěhoval do Itálie. Tři roky nato se opět vrátil do Paříže, kde sérií Tajuplné lázně ilustroval básnickou sbírku Jeana Cocteaua Mytologie. V roce 1936 odešel do New Yorku, kde pobýval další dva roky. V roce 1938 se vrátil do Itálie. Ještě v témže roce stihl emigrovat do Francie a v důsledku vypuknutí války vrátit se do Itálie, kde se usadil v Miláně. Mezi tím, v roce 1930, poznal svou druhou manželku Isabellu Packszwer, opět Rusku, s níž se oženil roku 1935 a zůstal s ní do konce života.

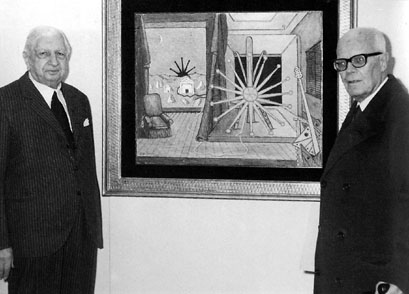
De Chirico a italský prezident Sandro Pertini

 Koncem 30. let de Chirico přijal barokizující, rubensovský styl. Díla tohoto období již nebyla tak oceňována, de Chirico je však často považoval za lepší než své metafyzické obrazy, ke kterým se nicméně vracel v tzv. vlastnoručních falzech či autorských replikách, jimiž jednak popouzel své kritiky, jednak z nich měl finanční profit. Zároveň se v té době pouštěl do vehementních polemik s moderním uměním. V roce 1945 se natrvalo usadil v Římě, kde si o rok později zakoupil dům poblíž Španělských schodů. Dnes je zde jeho muzeum. Po válce se na trhu s uměním objevilo mnoho skutečných padělků jeho obrazů. De Chirico v té záležitosti vedl řadu soudních sporů, v roce 1948 dokonce zažaloval Benátské biennale. Rok nato v Benátkách uspořádal první ročník tzv. Antibiennale, které se pravidelně opakovalo až do roku 1954. Ke smíření s pořadateli Biennale došlo až v roce 1956, kdy zde de Chirico vystavil svá novobarokní díla. A právě těmto typům obrazů věnovala v roce 1953 malířova manželka pod pseudonymem Isabella Far monografii. V roce 1968 maluje de Chirico divadelní dekorace, portréty a obrazy na platinovaném leštěném kovu. Roku 1971 vyšel zásluhou Claudia Bruniho Sakraischika kompletní katalog de Chirikových děl, o dva roky později pak antologie z jeho spisů. Výstavy a divadelní projekty přivedly de Chirika v roce 1973 do Athén a New Yorku. V roce 1974 se malíři dostalo pocty v podobě zvolení za člena Francouzské akademie krásných umění. De Chirico zemřel v Římě v listopadu 1978, nedlouho po svých 90. narozeninách. Pohřben je v kostele San Francesco a Ripa v Římě.

## Dílo
Giorgio de Chirico byl všestranným umělcem. Maloval obrazy, vytvářel grafiku, věnoval se literatuře, zabýval se scénografií, příležitostně i drobnou volnou plastikou. Jeho výtvarný názor prošel několika často diametrálně odlišnými fázemi. Během mnichovského pobytu a vlastně až do roku 1910 maloval obrazy v duchu švýcarského symbolistního malíře Arnolda Böcklina a Němce Maxe Klingera, který bývá rovněž řazen k symbolistům. Pod dojmem četby Friedricha Nietzsche a zejména atmosféry italských měst začal od roku 1910 malovat obrazy, pro které se bude později používat termínu metafyzické. Prvním z nich byla Záhada podzimního odpoledne právě z uvedeného roku. Mezi roky 1910–1918 vytvořil téměř 150 obrazů v tomto duchu, které založily jeho pověst a pro dějiny výtvarného umění se považují z jeho díla za nejinspirativnější. V letech 1912–1913 namaloval sérii obrazů nazývaných Piazze d'Italia (Italská náměstí). Zobrazuje na nich opuštěná náměstí lemovaná prázdnými arkádami. V centru prostoru se nacházejí antické sochy. De Chirico motivicky čerpal ze svého dětství a mládí. Podle legendy vypluli argonauti právě z malířova rodného Volosu. Proto je tato scéna námětem několika jeho obrazů. Odpočívající socha uprostřed náměstí je Ariadna, jež hrála významnou roli v mýtu o argonautech a zároveň ztělesňuje melancholii. Na vzdálených obzorech se objevuje vlak s kouřící lokomotivou – připomínka zaměstnání otce, který měl na Giorgiův duchovní vývoj velký vliv. Na náměstích vyrůstají věže, inspirované turínskou La mole antonelliana. Nad arkádami jsou umístěny nádražní hodiny, na komínech se třepetají praporky. Obrazy prostupuje pocit odcizení, hlubokého smutku a záhadnosti, zdůrazněný ještě jejich nejednoznačnými názvy.
Přibližně od roku 1914 se škála de Chirikových motivů rozšířila o postavy manekýnů, jakýchsi krejčovských panen bez tváře. Jejich tělo je konstruováno z nejrůznějších, převážně dřevěných předmětů geometrických tvarů. Typickou ukázkou je obraz Velký metafyzik z roku 1917. Dalšími obrazy, které velice zapůsobily na pozdější surrealisty, byly Mozek dítěte (1914) a Píseň lásky z téhož roku. Zejména první z obrazů se stal pro surrealisty inspirací. Roku 1917 přiměl Bretona vystoupit z autobusu, když ho viděl vystavený ve výkladní skříni galerie v ulici Boétie. Yves Tanguy se při jeho spatření rozhodl, že se stane malířem.
Roku 1919 napsal de Chirico dvě programové stati. V první s názvem My, metafyzikové formuloval východiska své dosavadní malby. Druhá měla název Návrat k řemeslu a malíř v ní již oznamoval návrat ke klasické malbě. Pictor classicus sum (Jsem klasický malíř), tak zněla poslední věta. Zřejmě poslední obraz, který avantgarda přijala, byly Znepokojivé múzy z roku 1925. De Chirikovu tvorbu po tomto roce surrealisté ostře kritizovali. Tento názor sdílel i český surrealista Vratislav Effenberger, když o de Chiricovi napsal: „Po tomto sedmiletém období se vrací nejen k počátečnímu böcklinovskému klasicismu, ale dokonce hluboko pod průměrnou úroveň soudobého výtvarného akademismu“. Soudobá výtvarná kritika však takto příkré odsudky nesdílí.
I přes proklamativní přihlášení se ke klasické malbě tvořil malíř i později obrazy, které byly přijímány s respektem. Ve 20. letech to byly série obrazů, jejichž náměty tvořil nábytek v neobvyklých souvislostech, koně na pobřeží, antickým inspiracím děkuje za vznik cyklus Archeologů. Ve 30. letech tvořil zvláštní obrazy a grafiky s námětem tajuplných lázní. Voda na nich má tvar parketové podlahy, zalidňují je strnulé postavy nahých a oblečených mužů. V posledním období života se de Chirico často k metafyzické malbě vracel, ať už v obměnách nebo replikách starších obrazů. Po celý život maloval autoportréty.
Významná je jeho scénografická práce. V roce 1925 spolupracoval s Luigi Pirandellem v jeho římském divadle Teatro d'Arte. Roku 1929 navrhl scénu a kostýmy pro baletní soubor Sergeje Ďagileva. Ještě začátkem 70. let přivedly malíře jeho divadelní projekty do New Yorku a Athén.
De Chirico byl činný i v oblasti literatury a teorie umění. Psal programové studie o své tvorbě. V roce 1945 vyšly jeho paměti, soubor esejů Commedia dell´arte moderna a román Une aventure de M. Dudron (Dobrodružství pana Dudrona). Největšího ohlasu dosáhl jeho román Hebdomeros. De Chirico ho napsal francouzsky v říjnu 1928, knižně vyšel o rok později. Je to kombinace básně v próze a hermeneutického vyprávění. V knize přicházejí olympští bohové mezi smrtelníky a mísí se do jejich snů, delirií a mánií.

### Vybrané obrazy
Na de Chirikova díla není pro Wikipedii uvolněná licence, jeho obrazy je možné prohlížet na některém z externích odkazů.
- 1910 Záhada podzimního odpoledne, olejomalba, 45×60 cm, soukromá sbírka
- 1913 Ariadne, olej a tuš na plátně, 135,6×180,5 cm, The Metropolitan Museum of Art, New York
- 1914 Tajemství a melancholie ulice, olejomalba, 87×71,5 cm, soukromá sbírka; Portrét Guillaume Apollinaira, olejomalba, 81,5×65 cm, Centre Georges Pompidou Paříž; Píseň lásky, olejomalba, 73×59 cm, The Museum of Modern Art, New York; Dětský mozek, olejomalba, 81,5×65 cm, Moderna Museet, Stockholm
- 1916 Jazyk dítěte, olejomalba, 41×28 cm, soukromá sbírka
- 1918 Zneklidňující múzy, olejomalba, 97×66 cm, soukromá sbírka
- 1922 Ztracený syn, tempera na plátně, 87×59 cm, Civico Museo d'Arte Contemporanea, Milán
- 1927 Nábytek v údolí, olejomalba, 100×135 cm, soukromá sbírka
- 1968 Odysseův návrat, olejomalba, 60×80 cm, Fondazione Giorgio e Isa de Chirico, Řím
- 1969 Návrat na hrad, olejomalba, 80×60 cm, Fondazione Giorgio e Isa de Chirico, Řím

### Výstavy (výběr)
- 1912: Na Podzimním salónu v Paříži vystavuje tři obrazy – první prezentace díla na veřejnosti
- 1913: Vystavuje přes 30 obrazů ve svém pařížském ateliéru
- 1914: Salón nezávislých v Paříži; Galerie Giroux v Bruselu
- 1917: Vystavuje s dadaisty v Curychu
- 1919: Casa d'Arte Bragaglia v Římě (první samostatná výstava)
- 1921: Milán (samostatná výstava nejnovějších prací); Mladá Itálie (Německo, kolektivní, putovní)
- 1925: Galerie de l'Effort Moderne Léonce Rosenberga, Paříž (samostatná); Galerie Pierre, Paříž (společná se surrealisty)
- 1926: společná se skupinou Novecento v Miláně; v Surrealistické galerii v Paříži
- 1927: V galeriích Paula Guillauma a Jeanne Bucher v Paříži
- 1928: New York
- 1930: Galerie Flechtheim, Berlín
- 1932: Galerie Flechtheim, Düsseldorf
- 1939: Galerie Il Milione, Milán (věnovaná výhradně de Chiricově metafyzické malbě)
- 1942: Biennale v Benátkách (novobarokní obrazy)
- 1949: London Gallery, Londýn (retrospektiva při příležitosti přijetí za člena Royal Society of British Artists)
- 1955: Muzeum moderního umění New York (retrospektiva metafyzické malby)
- 1956: Biennale v Benátkách (novobarokní obrazy)
- 1968: Galleria Annunciata, Milán (novometafyzická díla)
- 1970: Palazzo Reale Milán; Kestner-Gesellschaft Hanover (obě retrospektivy)
- 1974: Hommage à Giorgio de Chirico, Galerie F. Petit, Paříž
- 2014: Estorick Collection of Modern Italian Art, Londýn

## De Chirico a Československo
Čeští umělci měli možnost seznámit se s de Chirikovou tvorbou v první polovině 30. let. V roce 1931 byl zastoupený na kolektivní výstavě s názvem École de Paris (Pařížská škola) v pražském Obecním domě. Ještě téhož roku měl rovněž v Praze v Alšově síni samostatnou výstavu, uspořádanou Uměleckou besedou. V roce 1935 vystavoval malíř v Československu opět, a to na pozvání Jana Zrzavého, s nímž se seznámil o rok dříve. Nejprve v dubnu a květnu opět v Alšově síni, v červnu byla výstava přenesena do Brna do galerie Skupiny V.K. V rámci výstavy v Praze přednesl de Chirico 17. dubna 1935 přednášku o estetických principech své tvorby. De Chirico napsal rovněž tři texty se vztahem k Čechám: O tichu, O Praze a O Janu Zrzavém. Oba malíři k sobě měli tématem i zaměřením své tvorby velmi blízko. Jan Zrzavý ale nebyl jediným malířem, který měl s de Chirikem styčné body. V delších či kratších časových úsecích měl de Chirico vliv na Vladimíra Sychru, Emanuela Fryntu, Cypriána Majerníka, Endre Nemese nebo Františka Muziku.

## De Chirico a film
- Jako umělecký vedoucí se podílel na filmu Sul ponte dei sospiri (Na mostě vzdechů) z roku 1953 režiséra Antonia Leonvioly.[26]
- Životu umělce je věnován film Aenigma Est (Jest Tajemství) z roku 1990 režiséra Dimitri Mavrikiose (scénář: Thomas Moschopoulos, Dimitri Mavrikios).[27]